# Léo Trouilhet
Léo Trouilhet est un ingénieur et chef d'entreprise français (né le 23 avril 1881 à Rodez et mort le 3 décembre 1969 à Moularès).

## Biographie

### Études
Il est diplômé de l'École nationale supérieure d'arts et métiers et de l'École supérieure d'électricité (Supélec).
Bien qu'il existe un doute sur le premier brevet du fer à repasser, il est parfois mentionné comme l'inventeur du fer à repasser, et il l'a surtout amélioré et rendu accessible.
Léo Trouillet, puis son successeur Maurice, ont révolutionné le fer à vapeur.

### Parcours professionnel
Léo Trouilhet lance en 1917 la fabrication industrielle d’un fer électrique, créant ainsi le fer à repasser et du même coup l’empire d’électroménager Calor. En 1926, il crée le premier sèche-cheveux électrique portatif.
Maurice Trouihlet succèdera à son oncle.
Une rue porte leur nom.
Le livre de Michel Loude "Léo Trouilhet & Calor, l’éthique et le progrès" (éditions Jacques Andre Éditeur) lui rend hommage.